# Téléphérique de Massaoua
Le téléphérique de Massaoua à Asmara, en Érythrée, constitua le plus long téléphérique du monde.
Construit en 1935 durant la colonisation italienne, par l'entreprise milanaise Ceretti e Tanfani, il était long de 75 km et franchissait une dénivellation de 2 400 m entre Asmara, la capitale, et le port de Massaoua sur la côte. Principalement destiné au transport des marchandises, qui disposaient pour cela de 1 620 plateaux portés par deux câbles de 30 mm de diamètre et tractés par un câble de 22 mm de diamètre, il était divisé en 30 sections, les plateaux transitant de l'une à l'autre sans arrêt grâce à des galets roulant sur un rail suspendus.
500 pylônes et 13 stations jalonnaient le parcours, qui comprenait, en outre, un embranchement près de Massaoua. La traction, assurée à l'origine par 8 moteurs diesel d'un total de 830 kW, fut rapidement électrifiée. La ligne permettait un débit de 30 tonnes à l'heure dans chaque sens, et quelques passagers pouvaient embarquer pour ce trajet de plusieurs heures.
Détruit par les Britanniques lors de la campagne d'Érythrée en 1940-1941, il ne fut pas reconstruit. Comme il avait été doublé par une ligne de chemins de fer, cette dernière aujourd'hui permet, parallèlement à la route, de relier la capitale à son port.

## Sources et liens externes
- (en) Article complet de Mike Metras
- (it + en) Facsimile de la brochure La Teleferica Massaua-Asmara, avec traduction en anglais par Mike Metras, Dave Engstrom et Renato Guadino